# Лозе-Вехтлер, Эльфрида
Эльфри́да Ло́зе-Ве́хтлер (нем. Elfriede Lohse-Wächtler, урожд. Анна Фрида Вехтлер; 4 декабря 1899, Дрезден — 31 июля 1940, Пирна) — немецкая художница-авангардистка, чьи работы были признаны «дегенеративным искусством», запрещены, а некоторые уничтожены в нацистской Германии. Лозе-Вехтлер страдала психическим заболеванием и была убита в бывшем психиатрическом учреждении в замке Зонненштайн в Пирне в рамках действия программы Т-4, программы принудительной эвтаназии в нацистской Германии.

## Биография
Эльфрида Лозе-Вехтлер выросла в семье среднего достатка, уехала в 16 лет, чтобы учиться моде в Королевской школе искусств Дрездена в 1915—1918 годах, затем прикладной графике. В 1916—1919 годах посещала курсы рисунка и живописи в Дрезденской художественной академии. В 1919 году в Дрезденский сецессион и вошла в круг друзей Отто Дикса, Отто Грибеля и Конрада Феликсмюллера. Арендуя часть мастерской последнего недалеко от центра Дрездена, Вехтлер зарабатывала на жизнь батиками, открытками и иллюстрациями.

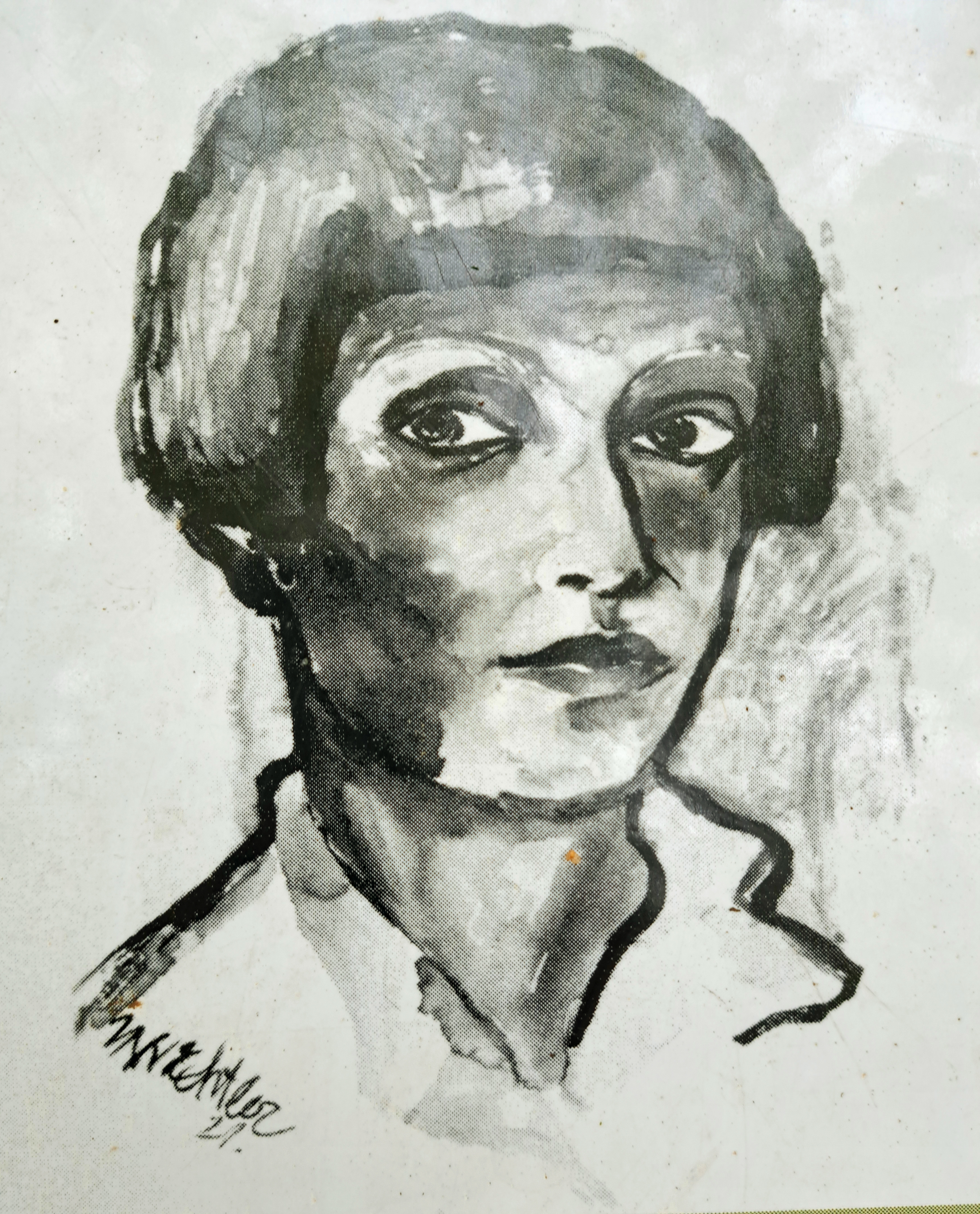
Автопортрет, 1921.

В июне 1921 года вышла замуж за художника и оперного певца Курта Лозе и переехала с ним в Гёрлиц в 1922 году и в 1925 году в Гамбург. В последующие годы пара несколько раз расставалась. В 1926 году Эльфрида Лозе-Вехтлер вступила в Федерацию гамбургских художниц и любителей искусства; в 1928 году ей удалось принять участие в некоторых выставках Новой вещественности. В 1929 году у неё случился нервный срыв, и она попала в психиатрическую больницу в гамбургском районе Фридрихсберг. За два месяца пребывания она нарисовала "Фридрихсбергские головы" — произведение, состоящее примерно из 60 рисунков и пастелей, в основном портретов других пациентов. После выздоровления и окончательного расставания с Куртом Лозе в 1926 году у неё начался подъём в творчестве. Она написала многочисленные картины с изображением гамбургского порта, сцены из жизни рабочих и проституток, а также автопортреты. Проживала в крайней нищете. Из-за финансовых проблем и социальной изоляции к середине 1931 года она вернулась в родительский дом в Дрездене. С ухудшением психического состояния Эльфриду поместили в 1932 году в государственный психиатрический приют в Арнсдорфе с диагнозом «шизофрения». В 1932—1935 годах она была творчески активна, рисовала портреты и занималась декоративно-прикладным искусством. После развода с Куртом Лозе в мае 1935 года Вехтлер была признана недееспособной.
Из-за отказа дать согласие на стерилизацию при нацистах ей больше не разрешили выйти из больницы. В декабре 1935 года она подверглась принудительной стерилизации в женской больнице в дрезденском районе Фридрихштадт на основании нацистской евгенической политики. После этого она больше никогда не рисовала. В 1940 году Эльфриду Вехтлер депортировали в бывшую психиатрическую больницу в замке Зонненштайн в Пирне, где 31 июля она была убита вместе с большинством других проживавших там в рамках нацистской программы «эвтаназии». Официальной причиной смерти стала «пневмония с миокардиальной недостаточностью». В 1940—1941 годах в этом учреждении, ранее известном своими гуманистическими традициями, нацистами было отравлено газом 13 720 человек, в основном психически больных или инвалидов.

## Творчество

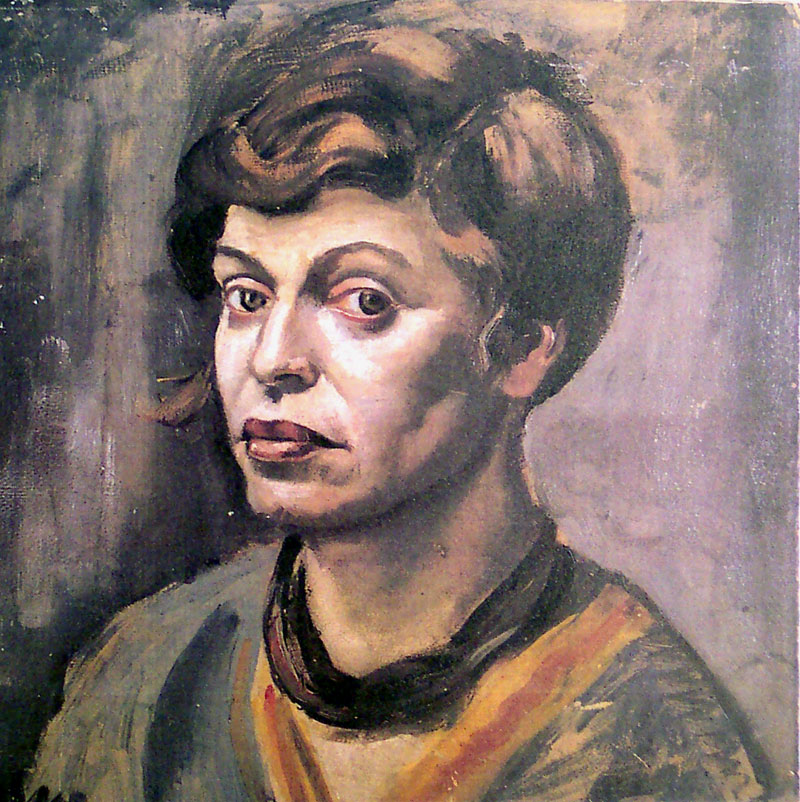
Автопортрет, 1930.

Пик творчества Эльфриды Лозе-Вехтлер пришёлся на время в Гамбурге. В 1927—1931 годах были написаны её главные работы. Большой интерес вызвали портреты психически больных людей, нарисованные ею в Гамбурге-Фридрихсберге (1929) и Арнсдорфе (1932—1935). В рамках кампании нацистов по борьбе с «дегенеративным искусством» девять её работ из Гамбургского кунстхалле и Альтонского городского музея были конфискованы и предположительно уничтожены в 1937 году, как и большая часть её картин из Арнсдорфа.
Возобновление интереса к Лозе-Вехтлер началось с выставки её работ в Райнбеке недалеко от Гамбурга. В 1994 году была основана ассоциация по продвижению творчества Эльфриды Лозе-Вехтлер (Förderkreis Elfriede Lohse-Wächtler). В 1996 году вышла в свет первая монография о её творчестве, написанная Георгом Рейнхардтом, которая вместе с выставками в Дрездене, Гамбурге-Альтоне и Ашаффенбурге положили начало более широкому восприятию творчества и судьбы художника. В 1999 году в память о ней в саксонской больнице в Арнсдорфе была установлена стела. Её именем были названы улицы в Зонненштайне в 2005 году и в 2008 году — в Арнсдорфе.